# Lagergeld (lagăre de concentrare)

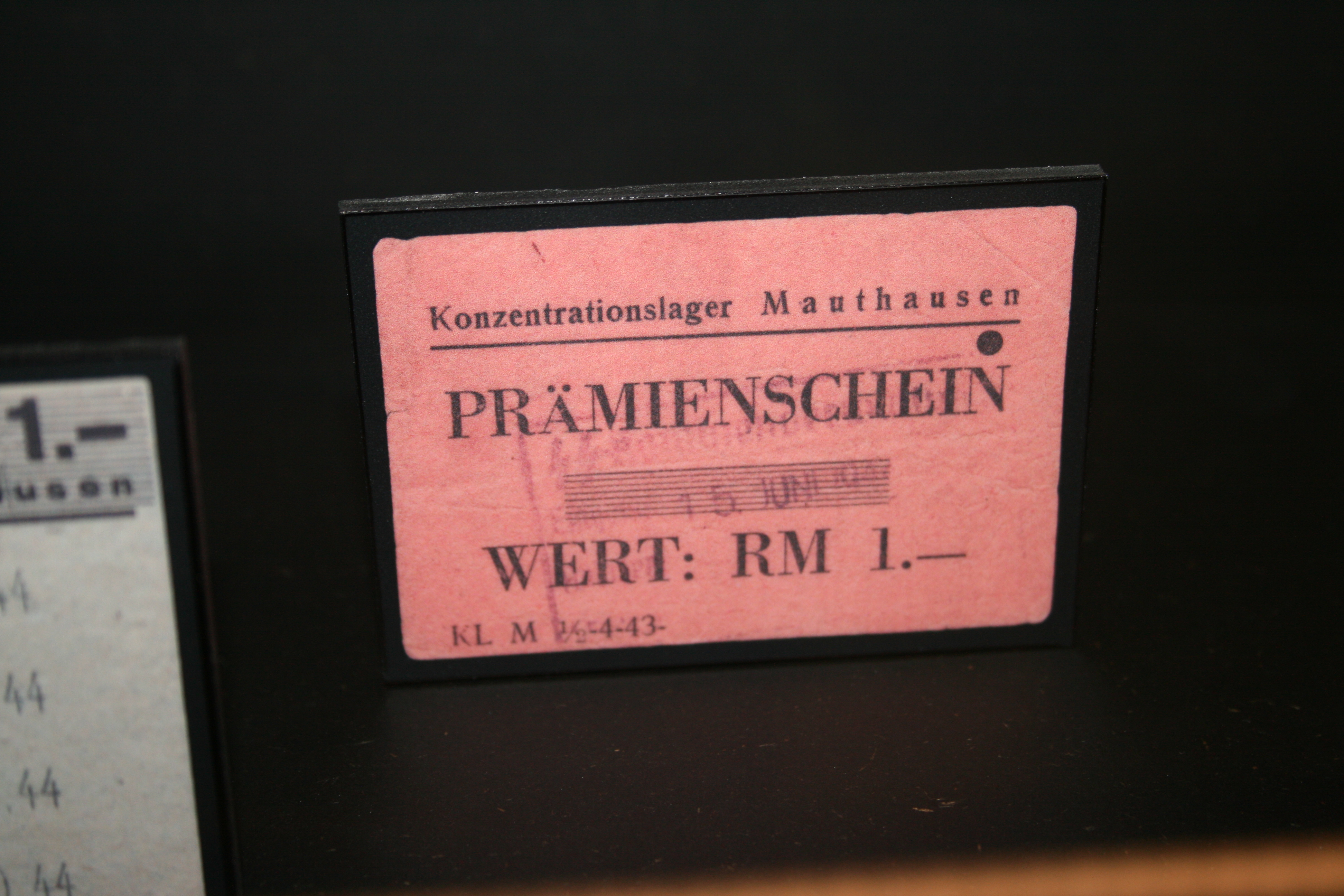
Bon de recompensă din lagărul de concentrare Mauthausen.

Termenul „lagergeld” utilizat în contextul lagărelor de concentrare se diferențiază de termenul general de "Lagergeld" care se referă la lagăre de internare sau lagăre de prizonieri de război.
Nu trebuie confundat cu produsele create de echipa de falsificatori din lagărul de concentrare Sachsenhausen (cunoscută sub numele de SS-Unternehmen Bernhard, o acțiune de falsificare a banilor organizată de SD) sau cu suma plătită proprietarului unui depozit pentru stocarea (logistica) bunurilor sau pachetelor acolo.

## Utilizare
În unele lagăre de concentrare din Germania, operate de SS, s-a emis un așa-numit „lagergeld” sub formă de hârtie pentru deținuții din lagăr. Acesta avea diverse scopuri în lagăre. În primul rând, se dorea să nu ajungă în mâinile deținuților valută reală, care ar fi putut fi folosită pentru încercări de evadare din afara lagărului. De asemenea, un alt posibil scop era restrângerea corupției oficial interzise, dar răspândite în realitate, din partea personalului de pază al SS, deoarece lagergeld-ul nu era interesant pentru membrii SS și, prin urmare, aceștia nu se implicau în astfel de încercări ale deținuților.
Uneori, lagergeld-ul era folosit ca monedă de schimb prin intermediul căreia banii aduși de acasă sau donațiile de la membrii familiei puteau fi folosiți de SS. În acest sens, lagergeld-ul era schimbat la un curs de schimb mult mai defavorabil decât valoarea reală a bunurilor, iar numai cu acestea deținuții puteau achiziționa alimente sau bunuri din magazinele interne din lagăr, cum ar fi cantina. Existau reguli privind cantitățile maxime și perioadele de valabilitate ale tichetelor valorice.
În general, în lagărele de concentrare, nu exista o plată regulată pentru munca individuală a deținuților (salariu), ci, din când în când, unii primeau bonuri de recompensă (în germană Prämienscheine) (de exemplu, în Lagărul de concentrare Dachau, Lagărul de concentrare Herzogenbusch), bonuri valorice (în germană Gutscheine) sau cupoane (în germană Kupons) în valori mici (5, 10, 50 sau 100 de pfennigi, guldeni sau coroane) ca stimulent sau recompensă. În lagărele de concentrare, nu exista în mod fundamental o plată în sensul unui salariu regulat.
Exemplarele ale Lagergeld-urilor se găsesc în prezent în cataloagele colecționarilor de monede și bancnote (numismatică) sub termeni și titluri precum „Notgeld” (bani de necesitate) și „Lagergeld” (bani de lagăr), sau sub denumiri precum „Concentration camp scrip” (cupoane de lagăr de concentrare).

## Ghettogeld (bani de ghetou)

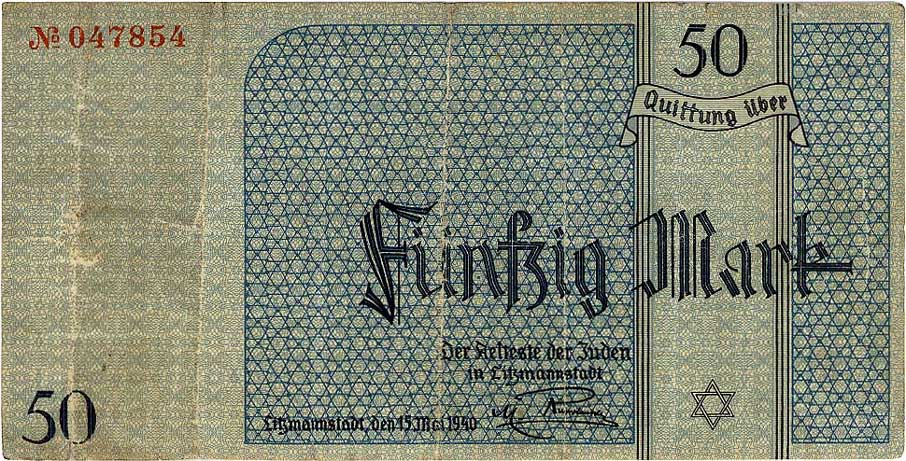
Ghettogled în valoare de 50 de mărci (avers)

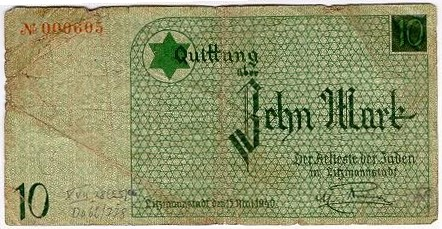
Ghettogeld în valoare de 10 mărci (avers)

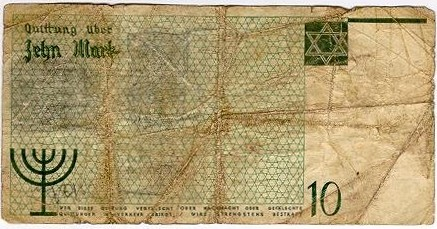
Ghettogeld în valoare de 10 mărci (revers)

Ghettogeld-ul care era în circulație în Ghetoul Litzmannstadt avea și el o funcție similară. Începând cu data de 8 aprilie 1940, în ghetou nu mai erau valabile marca germană sau zlotul polonez ca mijloc de plată, ci bancnotele și monedele Ghettogeld. Acestea erau emise oficial de către "Bătrânul (înțeleptul) evreilor din Litzmannstadt", adică conducătorul auto-administrației evreiești, Chaim Rumkowski⁠(d). Cu toate acestea, controlul real asupra ghetoului era exercitat de către autoritățile naziste care decideau emiterea banilor.
Au existat bancnote în valoare de 0,50, 1, 2, 5, 10, 20 și 50 de mărci. Ca monede, au fost emise unități de 10 pfennigi, precum și monede de 5, 10 și 20 de mărci confecționate din aluminiu și aliaj de aluminiu-magneziu.